# Thouarsais-Bouildroux
Thouarsais-Bouildroux – miejscowość i gmina we Francji, w regionie Kraj Loary, w departamencie Wandea.
Według danych na rok 1990 gminę zamieszkiwało 675 osób, a gęstość zaludnienia wynosiła 39 osób/km² (wśród 1504 gmin Kraju Loary Thouarsais-Bouildroux plasuje się na 738. miejscu pod względem liczby ludności, natomiast pod względem powierzchni na miejscu 677.).